# Neoenergia Elektro
A Neoenergia Elektro é uma empresa de distribuição de energia elétrica pertencente à Neoenergia, subsidiária do grupo espanhol Iberdrola. Sua área de concessão abrange 223 municípios no estado de São Paulo e 5 no Mato Grosso do Sul.

## História
A Elektro foi constituída por meio da Assembléia Geral Extraordinária da Cesp, realizada em 6 de janeiro de 1998, sendo inicialmente uma sociedade por ações de capital fechado. Posteriormente, em Assembléia Geral Extraordinária, realizada em 23 de janeiro de 1998, a Cesp aprovou alteração estatutária da Elektro, elevando o seu capital social por meio da cessão de ativos relativos à distribuição de energia elétrica.
Em 1º de junho de 1998, deu-se o início das operações comerciais independentes da Elektro, com a concomitante transferência, para a Elektro, de todos os funcionários da Cesp que atuavam na distribuição de energia.
Ato contínuo, a Elektro obteve seu registro de companhia aberta junto a CVM no dia 8 de julho de 1998, sendo que, nos termos do Decreto Presidencial de 20 de agosto de 1998, por intermédio do Contrato de Concessão celebrado em 27 de agosto de 1998, a União concedeu à Elektro o direito de exploração dos serviços públicos de distribuição e de geração de energia elétrica nos municípios listados no Contrato de Concessão.
Por meio de leilões realizados na Bovespa, a Enron passou a deter indiretamente, por meio de suas holdings brasileiras, 99,62% do capital social total da Elektro (99,96% do capital votante).
Em 2 de dezembro de 2001, a Enron e algumas de suas afiliadas iniciaram um processo de proteção falimentar com base no Capítulo 11 da Lei de Falências dos Estados Unidos. Esse processo foi finalizado em 31 de agosto de 2004, quando a Enron transferiu sua participação acionária indireta na Elektro para a Prisma Energy International Inc. (Prisma Energy), concretizando assim uma das etapas do Plano de Reorganização da Enron, aprovado na Corte de Falências de Nova Iorque. Nesse estágio, a Prisma Energy passou a ser 100% controlada diretamente e indiretamente pela Enron.
Em 17 de novembro de 2004, o Plano entrou em pleno vigor e a Enron saiu do estado de falência, passando a ser considerada, a partir de então, uma empresa reorganizada, de acordo com o Capítulo 11 da Lei de Falências dos Estados Unidos da América.
Entre maio e setembro de 2006, a Ashmore Energy International Limited (AEI) adquiriu 100% das ações da controladora indireta da Elektro, Prisma Energy, o que somente ocorreu após a obtenção dos consentimentos e aprovações necessários, incluindo, no Brasil, a aprovação da ANEEL (Agência Nacional de Energia Elétrica), BNDES (Banco Nacional de Desenvolvimento Econômico e Social) e agentes repassadores de linhas de financiamento do BNDES.
Em 29 de dezembro de 2006, foi implementada a fusão das empresas Prisma Energy e Ashmore Energy International Limited, com o surgimento de uma empresa denominada Ashmore Energy International. Posteriormente, em 22 de outubro de 2007, houve a alteração da razão social dessa empresa de Ashmore Energy International para AEI.
A partir daí, a Elektro foi controlada diretamente pelas empresas holdings EPC – Empresa Paranaense Comercializadora, ETB – Energia Total do Brasil, AEI Investimentos Energéticos e AEI Brazil Finance que, conjuntamente, detinham 99,68% do capital total e 99,97% do capital votante da Companhia. A EPC detinha o bloco de controle com 64,55% do capital votante da Elektro. Todas as holdings mencionadas são indiretamente controladas pela AEI.
Atenta à importância da Gestão da Qualidade, em 2007, a Elektro foi certificada com a norma ISO 9001. A conquista soma-se a outras duas certificações obtidas pela empresa: a NBR ISO 14001:2004 (Meio Ambiente) e OHSAS 18001:2007 (Segurança e Saúde Ocupacional). Segundo a ABT (Associação Brasileira de Teleatendimento), em 2010, o Call Center da Elektro tornou-se o primeiro do Brasil a ser certificado nas três normas.
Em 2008, a Elektro inaugurou seu novo Centro de Distribuição, na cidade de Sumaré/SP, e passou a trabalhar com a divisão de sua área de concessão em quatro grandes regiões: Oeste, Centro, Sul e Leste, levando em consideração não apenas a localização geográfica, mas também as características socioeconômicas de cada macro região de sua área de concessão.
A Elektro entrou em 2009 com fortes investimentos nos temas Segurança, Produtividade, Qualidade e Inovação. Apoiada neste último, a empresa adquiriu novas tecnologias que mudaram o dia a dia dos colaboradores e revolucionaram a prestação dos serviços de distribuição de energia elétrica no Brasil. Exemplos desta inovação são os equipamentos Digger Derrick (que, em conjunto com a cesta aérea, permite a troca de postes e a substituição de cruzetas sem a interrupção do fornecimento de energia elétrica); e Ez Hauler (equipamento ideal para locais de difícil acesso, pois permite transportar e instalar postes em localidades remotas, com vegetação densa e solo arenoso ou pantanoso).
O ano de 2009, a Elektro teve seu ratingcorporativo elevado de brAA para brAA+, um dos melhores do setor elétrico; e o índice de Frequência Equivalente de Interrupção por Unidade Consumidora (FEC) atingiu recorde histórico de 5,94, devido a uma eficiente manutenção preventiva. Em 2010, o ratingde crédito corporativo da Elektro foi elevado para brAAA, o melhor da escala, segundo a agência de classificação de riscos Standard & Poor'se a Frequência Equivalente de Interrupção por Unidade Consumidora (FEC) foi de 5,75 interrupções no ano, nosso melhor nível histórico.
Em 2010, a empresa continuou seu processo de inovação trazendo ao país a cesta aérea híbrida, um equipamento que usa menos combustível fóssil e reduz a emissão de gás carbônico. A trajetória pela excelência teve um importante capítulo em outubro deste mesmo ano, quando a Elektro conquistou o Prêmio Nacional da Qualidade (PNQ), demonstrando, assim, que a companhia passou por uma análise profunda de sua gestão que está baseada no Modelo de Excelência de Gestão (MEG) e no Sistema Empresarial Elektro (SEE), uma ferramenta que permite à Elektro alinhar a organização em torno de suas estratégias, garantindo à empresa um padrão de excelência em seus processos gerenciais.
Em abril de 2011, o processo de venda da Elektro para a Iberdrola foi concluído, assim, a empresa passou a fazer parte do maior grupo de energia elétrica da Espanha, que está presente em 40 países, conta com uma equipe de aproximadamente 30.000 pessoas e figura entre as cinco maiores empresas do setor elétrico do mundo.
Em 24 de agosto de 2017, Elektro Holding S.A. foi incorporada pela Neoenergia S.A., após concluídas as aprovações necessárias e condições precedentes e conforme deliberação em assembleias gerais extraordinárias da Elektro Holding e da Neoenergia realizadas. Dessa forma, em decorrência da consumação da incorporação, a Neoenergia passa a ser acionista da Elektro Redes, na qualidade de sucessora universal da Elektro Holding, que é extinta, sendo que a Iberdrola Energia permanece controladora indireta da Elektro Redes.

## Reajustes tarifários
A ANEEL define anualmente os reajustes tarifários para as distribuidoras de energia elétrica no Brasil.
| A partir de          | Reajuste tarifário | Reajuste tarifário            | Reajuste tarifário           |
| A partir de          | Baixa tensão B1    | Baixa tensão (reajuste médio) | Alta tensão (reajuste médio) |
| -------------------- | ------------------ | ----------------------------- | ---------------------------- |
| 27 de agosto de 2014 | +35,77%            | +35,97%                       | +45815                       |